# Para Lennon e McCartney
"Para Lennon e McCartney" é uma canção composta no final dos anos 1960 por Fernando Brant, Márcio Borges e Lô Borges, a qual ganhou fama na interpretação de Milton Nascimento. Seu título se refere aos dois célebres integrantes dos Beatles: John Lennon e Paul McCartney. Apesar disso, nenhum deles é citado diretamente na letra, que serve como crítica ao pouco reconhecimento que a cultura brasileira recebe.
Em 9 de dezembro de 2022, as cantoras Gal Costa e Marina Sena lançaram uma regravação da música pela gravadora Biscoito Fino.
Em 10 de maio de 2024, foi lançada uma versão póstuma com interpretação de Elis Regina.